# Новое царство
Новое царство также называемое Египетской империей — эпоха высшего расцвета древнеегипетской государственности в 1550—1069 годах до н. э., известная наибольшим количеством памятников, являющихся основой всего наследия цивилизации фараонов, подданные которых составляли 20 % мирового населения. Это период правления трёх знаменательных династий — XVIII, XIX, XX.
Новое царство наступило после II переходного периода — времени исторического упадка Древнего Египта и завоевания страны семитскими народами гиксосами — и предшествовало III переходному периоду. Основателем Нового царства являлся фараон Яхмос I.

## Восстановление независимости Египта
Внутренняя нестабильность в конце XII династии, связанная с отсутствием у фараона Аменемхета III достойного преемника, привела к концу Среднего царства. Политический раскол позволил кочевникам-гиксосам захватить Египет к 1670 году до н. э. Как и во времена I переходного периода, основная тяжесть бедствий обрушилась на Нижний Египет, что позволило укрепить свои позиции фиванскому княжеству. Цари XVII фиванской династии Таа I и Таа II развернули военное противостояние гиксосским фараонам и сплотили вокруг себя районы Верхнего Египта. Преемнику Секененра Таа II Камосу (1555—1552 годы до н. э.) удалось сломить силы гиксосов, в результате чего после упорной борьбы преемник Камоса Яхмос I одержал победу над захватчиками с севера, став основателем XVIII династии. Яхмос I взял столицу гиксосов Аварис, а после трёхлетней осады в 1549 году до н. э. лишил их опорного пункта в Палестине — города Шарухена.

## XVIII династия

### Экспансия в Азию
Войны Яхмоса I ещё не приобрели выраженный завоевательный характер, поскольку были направлены на установление безопасности на южной и северной границах. Его преемники, в силу обладания высокоэффективной армией, начали проводить экспансионистскую внешнюю политику. Наследником Яхмоса I был его сын Аменхотеп I (Джесеркара), регентом при котором была его мать, Яхмес-Нефертари. Эта царственная чета в более поздние времена оказалась обожествлена как основательница великого Фиванского некрополя и прародительница XVIII династии. При Аменхотепе I установились государственные границы, соответствовавшие времени правления Сенусерта III (XII династия). Поскольку Аменхотеп умер, не оставив наследников, Яхмес-Нефертари возвела на престол мужа своей дочери Мутнофрет Тутмоса I.
Тутмос I (Аахеперкара) развернул масштабные завоевательные предприятия. После успешного наступления в ходе нубийской кампании войска Тутмоса I отправились на север, в Переднюю Азию, сокрушая Палестину и Сирию. Египетская армия впервые достигает хурритского государства Митанни на Евфрате, который они назвали «Перевёрнутой водой». Восстановление Тутмосом I влияния Египта на Ближнем Востоке в целом своеобразно отразилось и в захоронении фараона: он был первым погребён в Долине Царей. Новое царство не было периодом строительства царских пирамид, в связи с изменениями в религиозно-заупокойных представлениях (см. Долина Царей, Долина Цариц).

### Эпоха расцвета
Фараоны XVIII династии превратили Египет в богатейшую и ведущую империю того времени. Во время правления знаменитой царицы Хатшепсут (Мааткара-Хенеметамон) закончилось возрождение государства. Будучи дочерью Тутмоса I и женой Тутмоса II, вскоре после смерти супруга заняла трон в качестве фараона и правила два десятилетия. Она занималась активной строительной деятельностью (заупокойный храм Джесер Джесеру в Дейр-эль-Бахри, постройки в Карнаке и пр.). При дворе царицы творили талантливые деятели. К ним относится, например, зодчий и верховный советник Хатшепсут Сененмут. При ней была восстановлена международная торговля, отправлена знаменитая экспедиция в восточноафриканскую страну Пунт и проведено несколько военных походов.
Преемник царицы, её пасынок, малолетство которого и привело Хатшепсут к престолу, — Тутмос III (Менхеперра) — стал величайшим египетским воителем, создал империю от Северной Сирии до V порога Нила, полностью победив в 17 военных походах на севере и на юге, потеснив сильные государства Ближнего Востока, включая Митанни и Вавилонию. В 1457 году до н. э. Тутмос III одержал верх в битве при Мегиддо, где разбил коалицию восставших сиро-палестинских князей во главе с правителем Кадеша и их союзников-митаннийцев.
Апогей могущества и славы Египта — правление «солнечного» Аменхотепа III (Небмаатра), при котором необычайных высот достигают отношения с соседними державами (о чём свидетельствует Амарнский архив дипломатической переписки), а также искусство, в частности — скульптура и архитектура (Луксорский храм, остатки гигантского заупокойного храма и пр.). Память о золотой эпохе Аменхотепа III на территории России хранят его гранитные сфинксы на набережной Невы в Санкт-Петербурге.

### Реформы Эхнатона

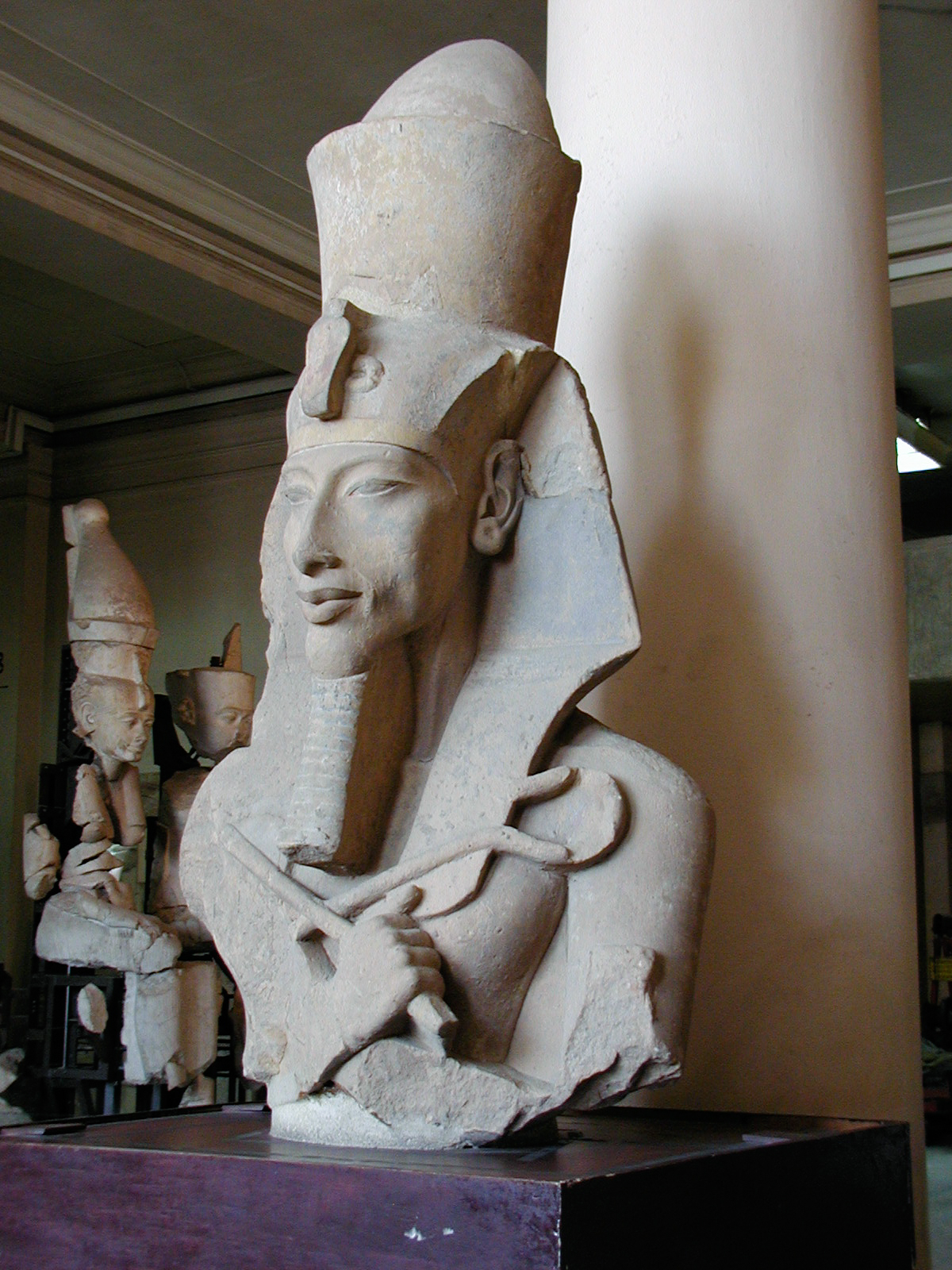
Статуя Эхнатона из храма Атона в Карнаке.

Согласно египетской религиозной доктрине, бог-отец фараона всегда присутствовал с ним на поле битвы. После каждого победоносного похода фараоны одаривали храмы Амона, Ра, Птаха и других богов в качестве благодарности за успешную войну. Влияние жреческого класса обеспокоило ещё Тутмоса IV, а к концу правления его сына Аменхотепа III значительно возросло, что ущемляло властные функции фараона. В их противовес он активно выдвигал культ солнечного божества, о чём свидетельствуют «Стела сна» у Великого сфинкса, посвящённая Хоремахету, триединому солнцу, как отцу фараона, и гигантский обелиск Ра в Карнаке (владении Амона). Постепенно популярность культа солнца достигла такого размаха, что преемник Аменхотепа III Аменхотеп IV (Неферхепрура-Уаенра) выдвинул на передний план одного из аспектов солнечного божества — зримый диск Атона. Этот резкий шаг сопровождался закрытием множества храмов по всему Египту, разгоном жрецов и секуляризации. Вскоре фараон сменил своё имя на Эхнатон («Действенный от духа Атона») и построил новую столицу Ахетатон. Религиозная революция положила крах великой империи. Эхнатон установил жёсткий террор, от которого страдали как придворные, так и простой народ. Казна опустела, Египет потерял прежние международные приоритеты, и разразился глубокий внутренний кризис. Эхнатон потерял всех надёжных и крепких союзников в Передней Азии, с которыми его отец поддерживал дипломатические отношения.

### Закат династии

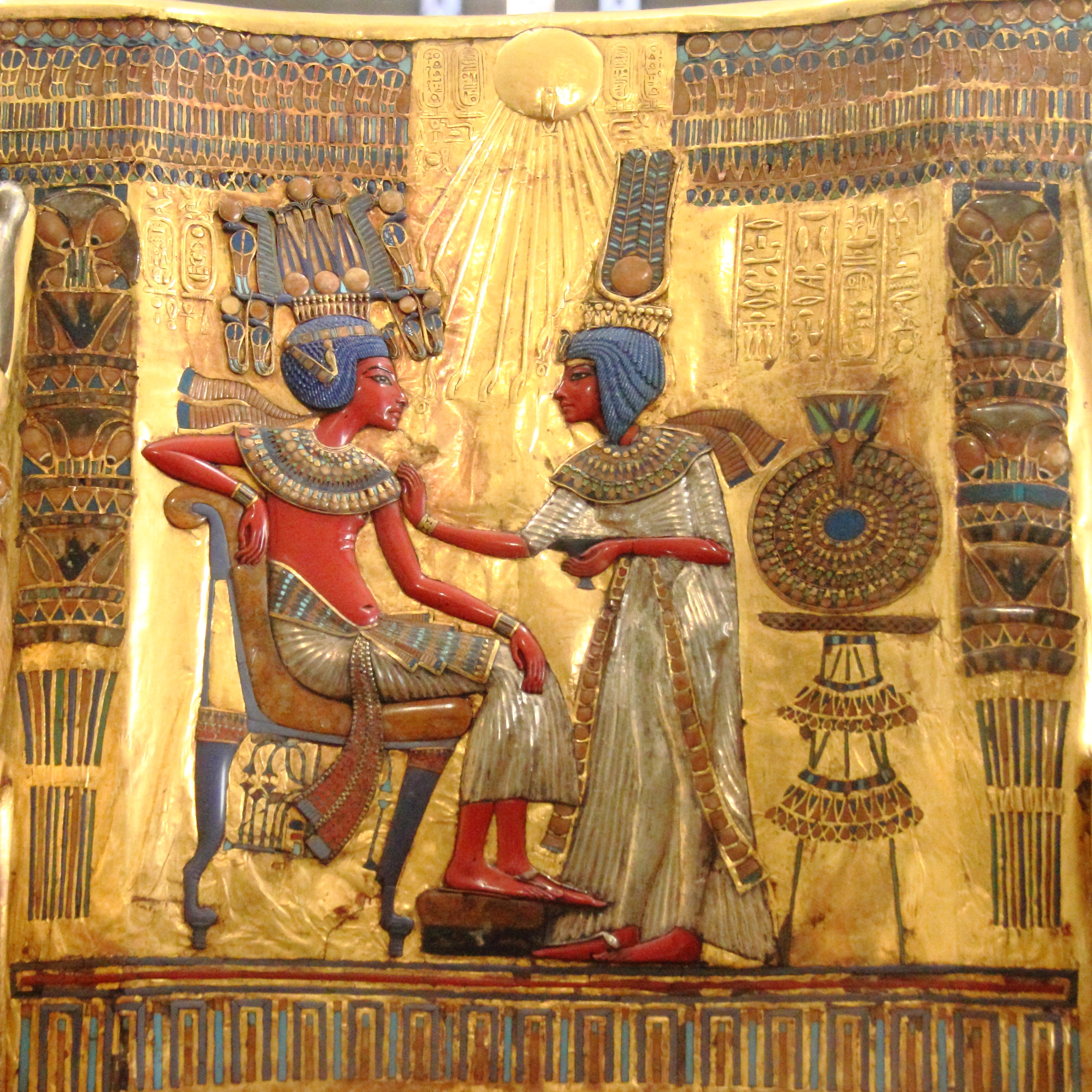
Тутанхамон и его жена Анхесенамон. Фрагмент спинки золотого трона, XIV век до н. э.

«Фараон-еретик» умер на 17-м году правления. Частичный возврат к традиционной египетской религии произошёл уже во время правления его преемника Сменхкары (личность которого остаётся спорной). Следующий фараон, сын Эхнатона, сменивший имя с Тутанхатон на Тутанхамон, восстановил политеизм. Он не дожил до двадцатилетия, после чего линия наследования оборвалась. Его усыпальница (KV62), открытая в 1922 году Говардом Картером, стала одним из величайших археологических открытий, поскольку являлась одной из немногих царских гробниц, не подвергнувшихся полному разграблению.
Анхесенамон, вдова Тутанхамона, обратилась к хеттскому царю Суппилулиуме I с просьбой послать ей в мужья одного из своих сыновей, сделав его таким образом правителем Египта, так как не желала выходить замуж за представителя нижестоящего класса. Суппилулиума I не сразу согласился на столь заманчивое предложение, поскольку его государство в этот момент находилось в военной конфронтации с Египетским царством. После перемирия хеттский принц Заннанза отправился в Египет, но был убит на границе. Разгневанный Суппилулиума I усилил военные действия, лишь вспыхнувшая чума остановила наступательные манёвры — скончались от заразы Суппилулиума I и его наследник.
Последними правителями XVIII династии были влиятельный сановник Эйе и военачальник Хоремхеб, не происходившие по рождению из правящей династии. С целью узаконить свои права на престол престарелый Эйе женился на Анхесенамон, но скончался, не оставив наследников. Последние годы жизни царицы и её гробница (предположительно KV21 или KV63) неизвестны. Новый фараон Хоремхеб, возможный зять Эйе, также не имел детей и завещал власть своему соратнику.

## XIX династия

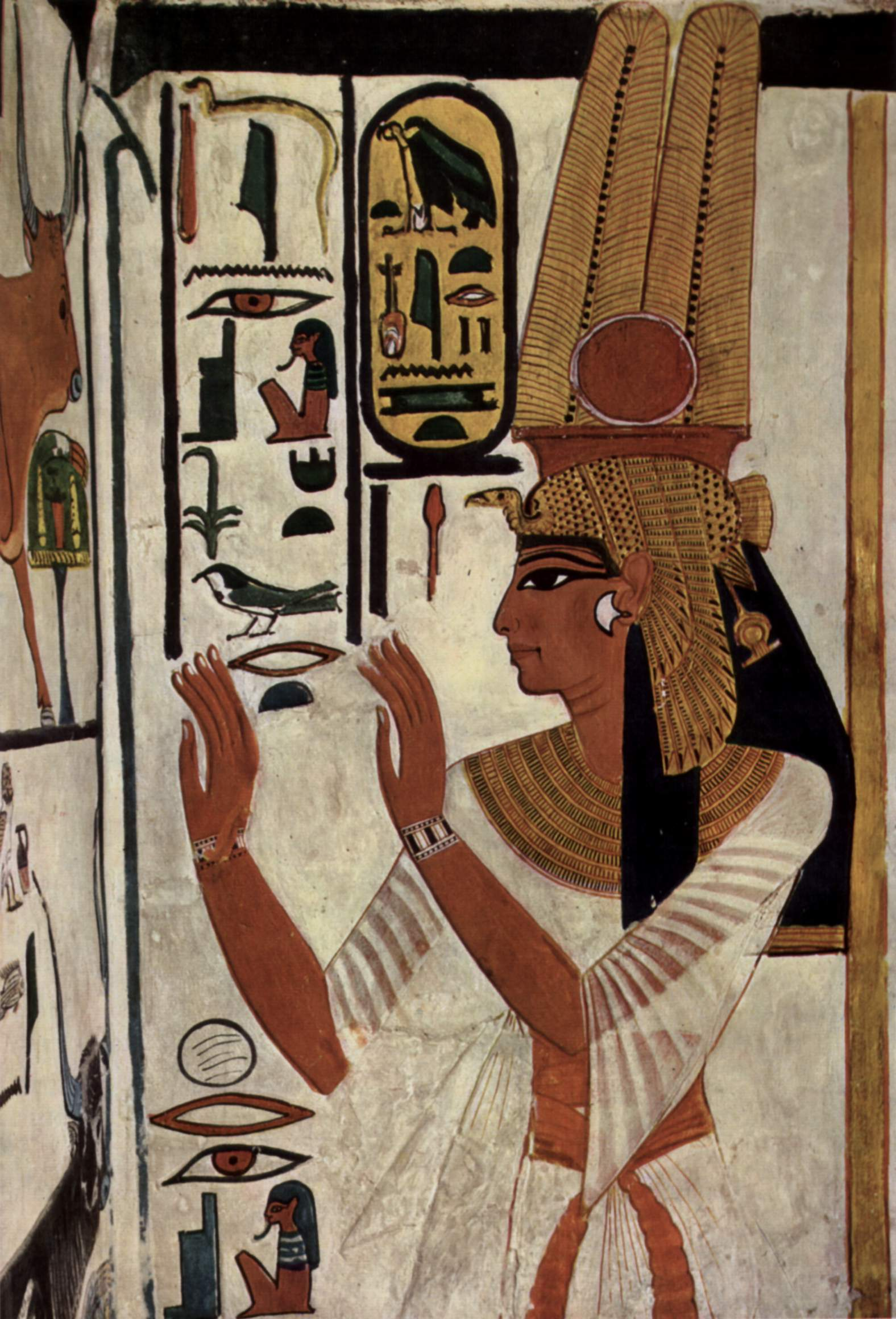
Фрагмент фрески из гробницы главной супруги Рамсеса II Нефертари Меренмут (QV66) в Долине Цариц

Родоначальником XIX династии (1292—1186 годы до н. э.) стал военачальник фараона Хоремхеба, Парамесу, сын Сети. Предыдущий фараон лично назначил Парамесу своим преемником, и тот взошёл на трон под именем Рамсес I.
Рамсес I совершил поход в Нубию на втором году правления, также при нём были выполнены некоторые пристройки к Карнакскому храму. После смерти Рамсеса трон наследовал его сын, Сети I (1296—1279 годы до н. э.), прославившийся своей впечатляющей гробницей в Долине Царей, которая является самой большой скальной гробницей в истории Египта.
Сын Сети I, Рамсес II (1290—1212 годы до н. э.), стал одним из известнейших фараонов в истории Египта благодаря обширным строительным проектам, а также пропагандистским материалам (например, «Поэма Пентаура»), воспевавшим его походы в Нубию и Азию. Знаменитая битва при Кадеше между египтянами и хеттами стала первой битвой в истории с масштабным использованием колесниц, по окончании которой был подписан первый в истории мирный договор. Известен Рамсес II и своей личной жизнью — от многочисленных жён он имел более 100 сыновей и дочерей.
Мернептах (1212—1202 годы до н. э.) — один из многочисленных сыновей Рамсеса II, стал фараоном лишь в 60 лет. Он отразил одно из первых нашествий «народов моря». Мернептаху наследовал его сын, Сети II (1202—1195 годы до н. э.), во время правления которого трон узурпировал Аменмес (1200—1196 годы до н. э.), предположительно внук Рамсеса II.
После смерти Сети II трон унаследовал его сын Саптах (1194—1188 годы до н. э.) при регентстве своей мачехи Таусерт, ставшей после смерти Саптаха последним фараоном XIX династии (1188—1186 годы до н. э.). Правила она недолго, и с её смертью началась анархия, в ходе которой к власти пришла XX династия.

## XX династия

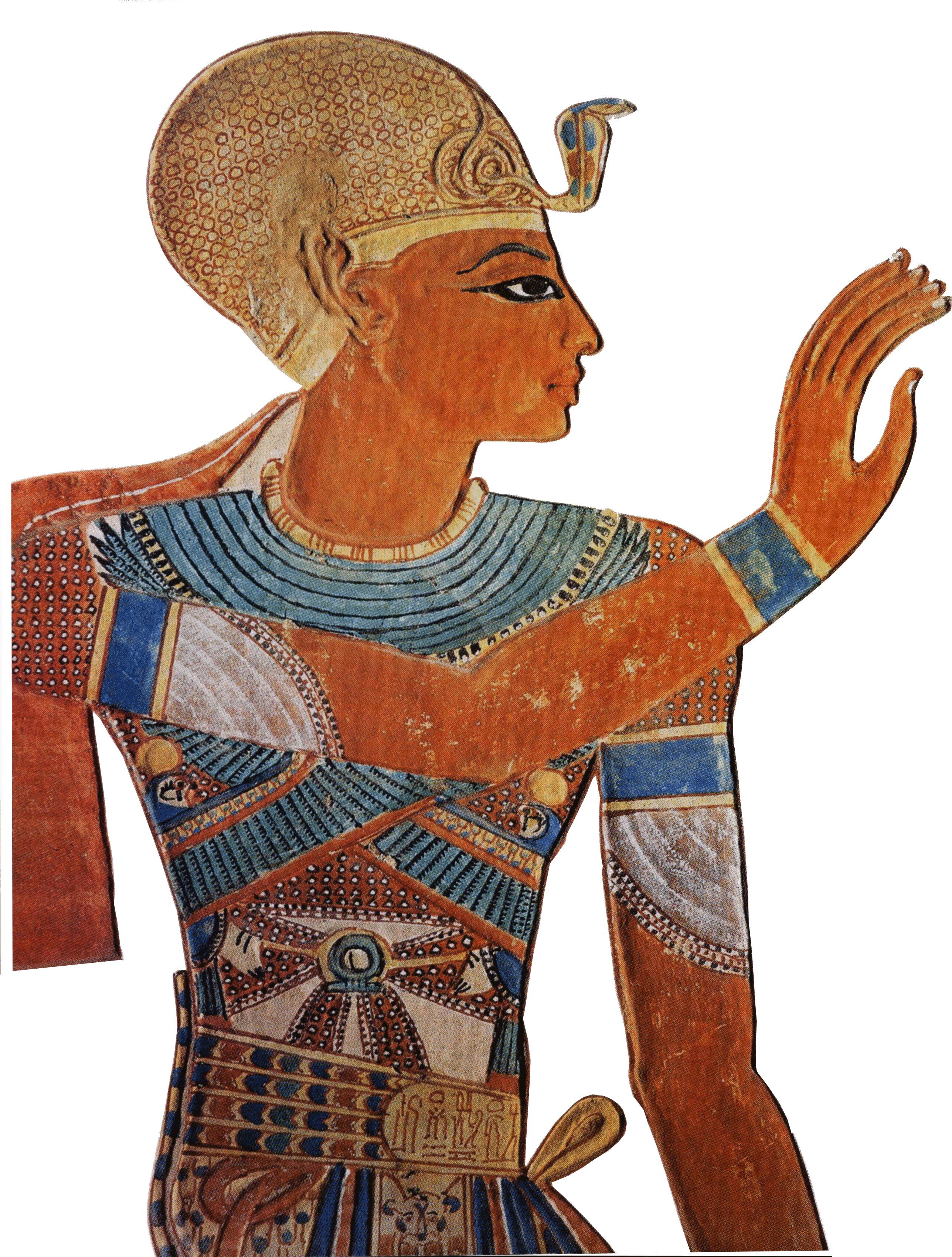
Рамсес III на фреске из гробницы одного из своих сыновей в Долине Цариц.

XX и XIX династии по наиболее часто встречающемуся имени фараонов часто обозначают как «Рамессиды».
Обстоятельства смены XIX династии на XX дискуссионны. Основателем последней был вельможа Сетнахт. Во время своего недолгого правления он пытался продолжать традиции Рамсеса II Великого, смог вывести Египет из кризиса, подавив восстания и укрепив центральную власть.

Во время продолжительного правления его сына Рамсеса III, которое ознаменовалось крупными военными победами над второй лавиной «народов моря», а также колоссальным храмовым строительством, власть фараона ещё более укрепилась. Несмотря на отдельные успехи Рамсеса III, во время его правления процесс ослабления Египта продолжился. Желая получить помощь жречества, фараон предоставил много привилегий храмам, а также делал им щедрые пожертвования. В результате жречество усилило свои позиции и стало в оппозицию центральной власти. Внутреннее положение в Египте ухудшалось, казна оскудевала (к этому периоду относится первая известная забастовка строителей). На фоне этого начались склоки между различными придворными группировками, а сам Рамсес III пал жертвой одного из заговоров.

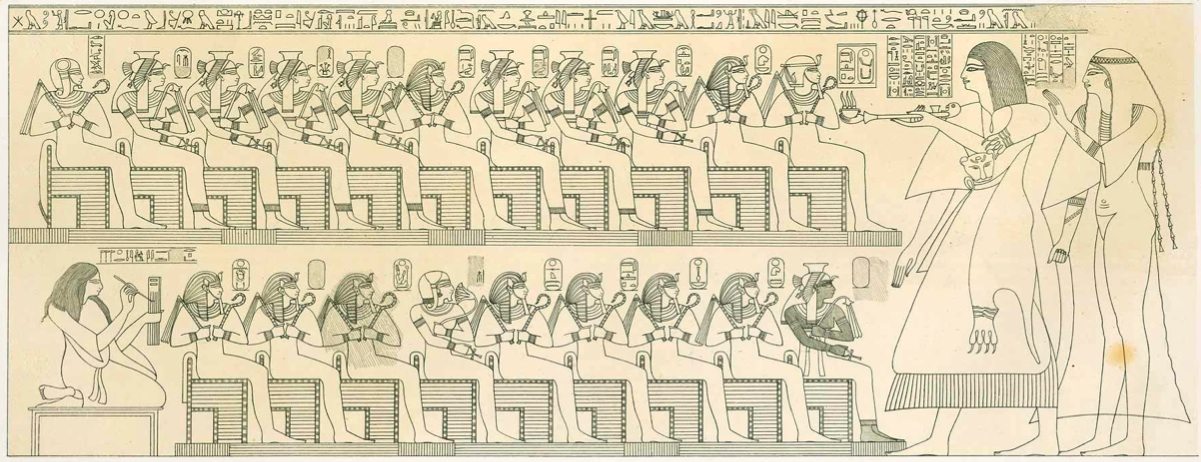
Изображение из гробницы крупного сановника ХХ династии: подношение ранее правившим фараонам Среднего и Нового царств.

При наследниках Рамсеса III власть фараонов ослабла ещё больше. Уже при Рамсесе IV Египет потерял практически все завоёванные ранее владения в Палестине и Сирии, сохранив за собой только Нубию. При этом усилилось начавшееся ещё во время правления Эхнатона политическое и экономическое разделение Нижнего и Верхнего Египта, где власть постепенно сосредоточилась в руках фиванских жрецов Амона. При этом пост верховного жреца Амона в Фивах стал фактически наследственным. Во время правления Рамсеса III и Рамсеса IV эту должность занимал Рамсеснахт, затем его сменил сын, Аменхотеп, который во время правления Рамсеса III был верховным жрецом Амона в Эль Кабе. Аменхотеп был верховным жрецом Амона в Фивах ещё во время правления Рамсеса IX. В то время как власть часто сменявшихся фараонов ослабевала, а престиж снижался, власть и богатство Аменхотепа росли. Фараоны не могли этому ничего противопоставить, верховный жрец Аменхотеп оказывал сильное влияние на фараона, получая от него различные почести. Попытка Рамсеса IX ограничить права верховного жреца Амона провалились.
Во время правления XX династии участились разграбления гробниц фараонов в Долине Царей. Сохранились папирусы Эббота и Амхёрста, относящиеся к 19 году правления Рамсеса IX, в которых описывается расследование обстоятельств разграбления погребений фараона XIII династии Собекемсафа, а также фараонов XIX династии Рамсеса II и Сети I. Из фараонов XVIII — XX династий только мумии Аменхотепа II и Тутанхамона были найдены в своих гробницах.
Во время правления Рамсеса XI, последнего правителя XX династии, в руках верховного жреца Амона Херихора оказались сосредоточены все высшие государственные должности — чати и главы египетской армии.

## Третий переходный период
Традиционно считается, что после смерти Рамсеса XI власть в Южном Египте оказалась в руках верховного жреца Херихора, который провозгласил себя фараоном, образовав независимое жреческое государство. При этом в Дельте это не признали, там образовалась своя династия — XXI, правившая из Таниса. В результате Египет как единое государство перестал существовать, начался период древнеегипетской истории, который называется Третьим переходным периодом. В то же время историк И. А. Стучевский выдвинул гипотезу, по которой Херихор был провозглашён фараоном ещё при жизни Рамсеса XI, поскольку он умер к 25 году правления Рамсеса XI, когда его на посту верховного жреца Амона сменил Пианх. Согласно Стучевскому, после смерти Херихора его сын Пианх не рискнул принять титул фараона, поскольку его противником выступил правитель Нижнего Египта Несубанебджед. Только сын Пианха, Пинеджем I, стал вновь использовать царскую титулатуру.

## Галерея

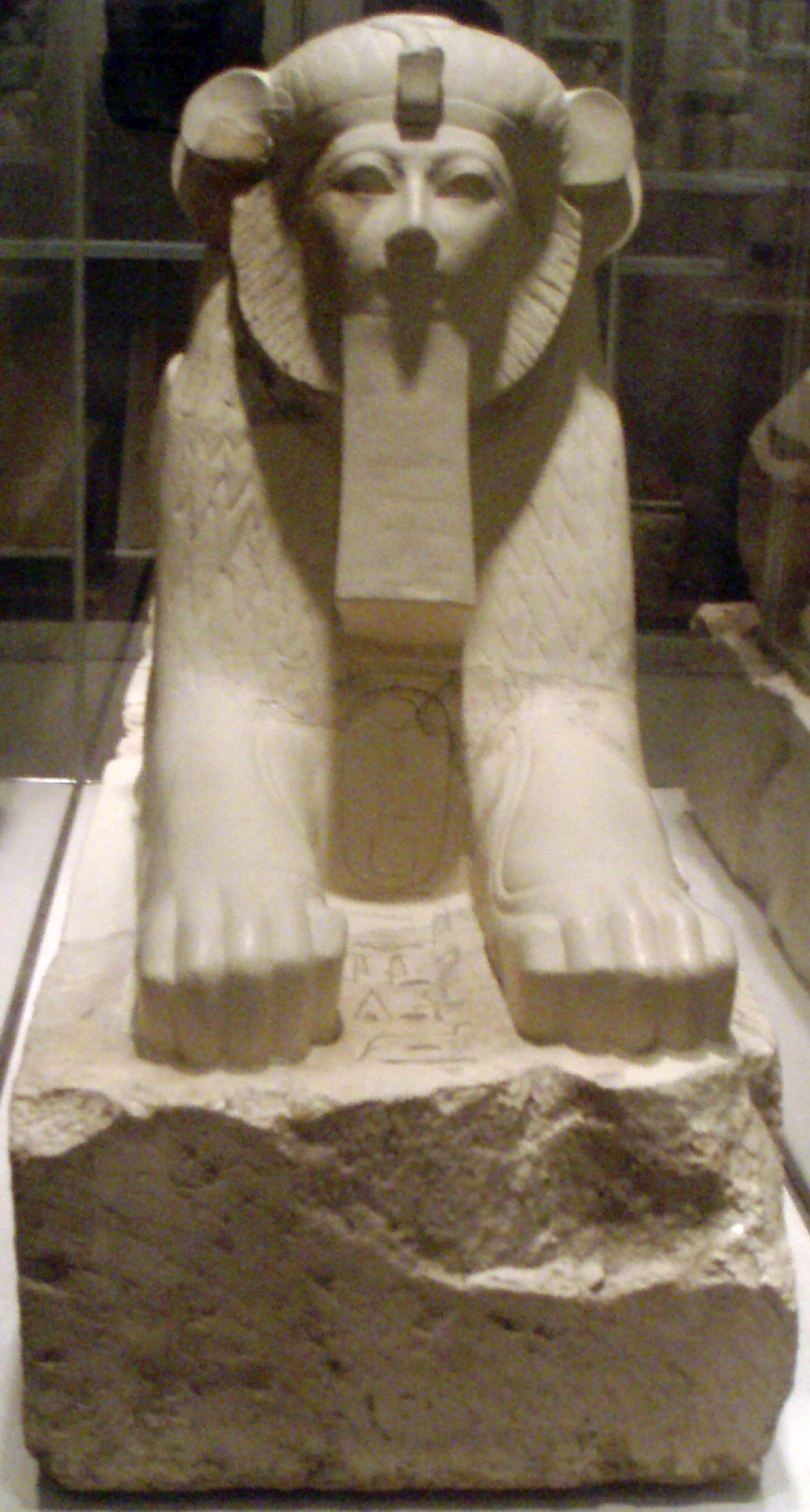
Хатшепсут как Сфинкс — дочь Тутмоса I, соправительница своего двухлетнего пасынка Тутмоса III, вскоре она стала фараоном; Египет значительно процветал под её правлением
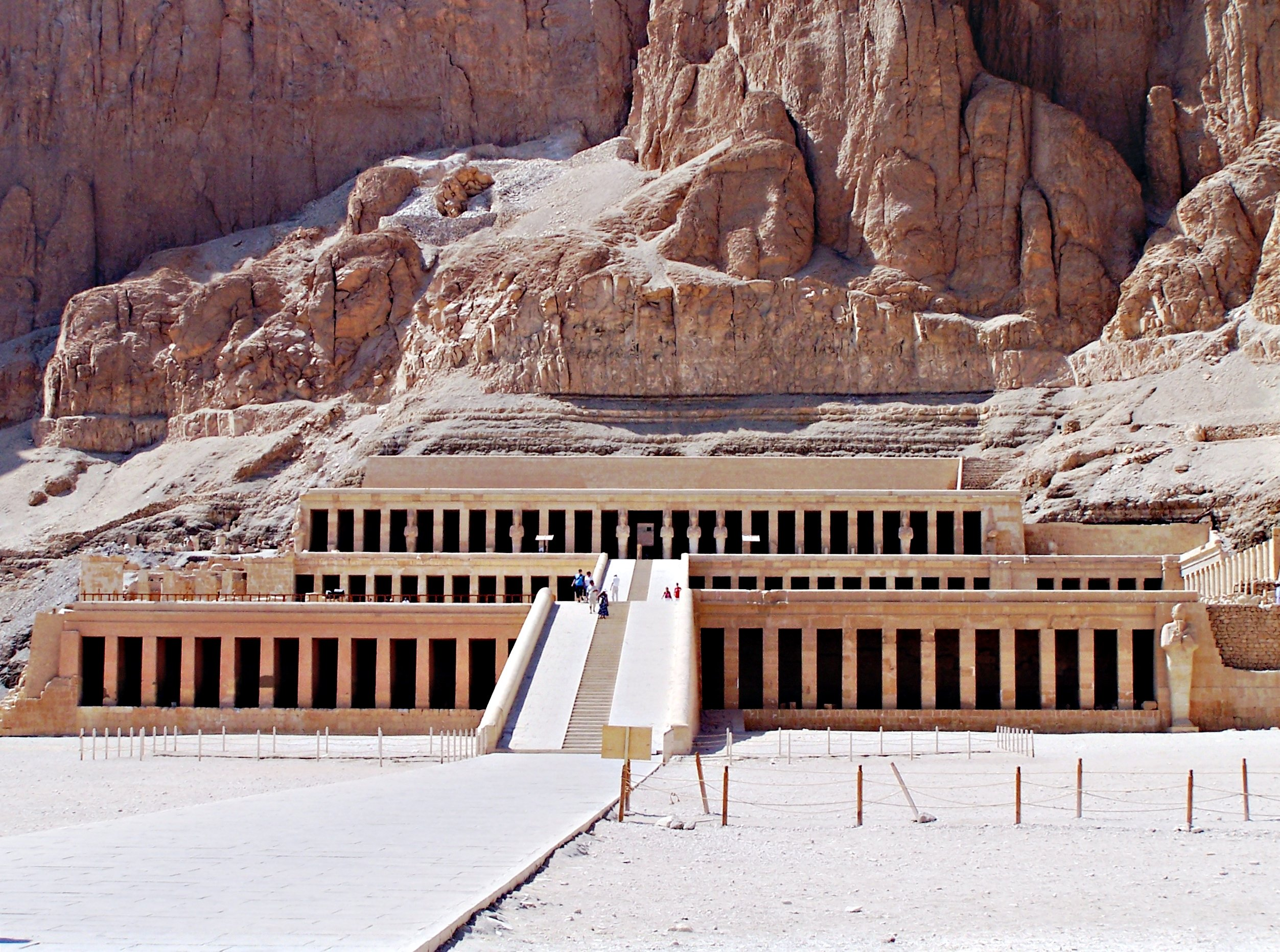
Храм царицы Хатшепсут в Дейр-эль-Бахари назывался Джесер (Святая Святых)
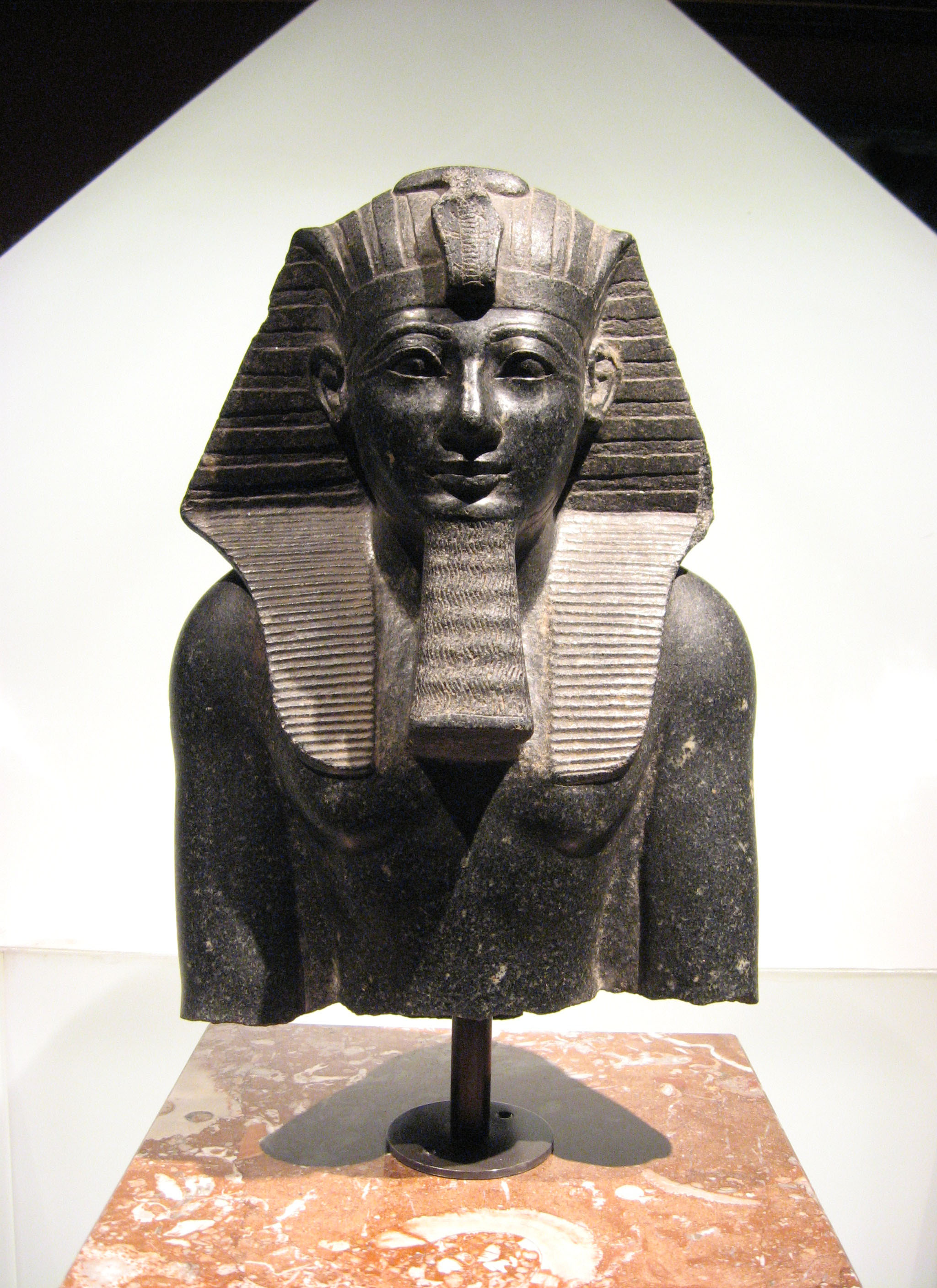
Тутмос III, военный и член королевской династии Тутмосидов, обычно называют египетским Наполеоном, потому что его завоевания Леванта привели к максимальному расширению территорий и влияния Египта
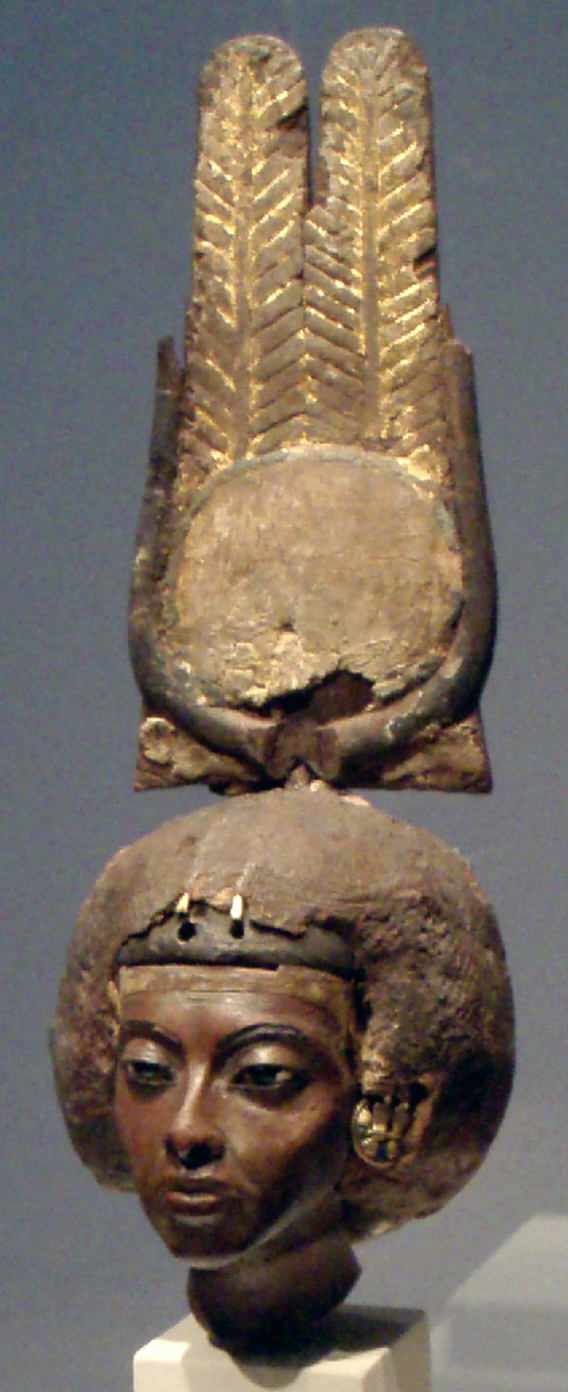
Тийе, родившаяся простолюдинкой, стала королевой благодаря браку с Аменхотепом III, а во времена Нового царства, когда женщины приобрели влияние при дворе, Тийе вскоре помогала вести государственные дела как своему мужу, так и сыну во время их правления
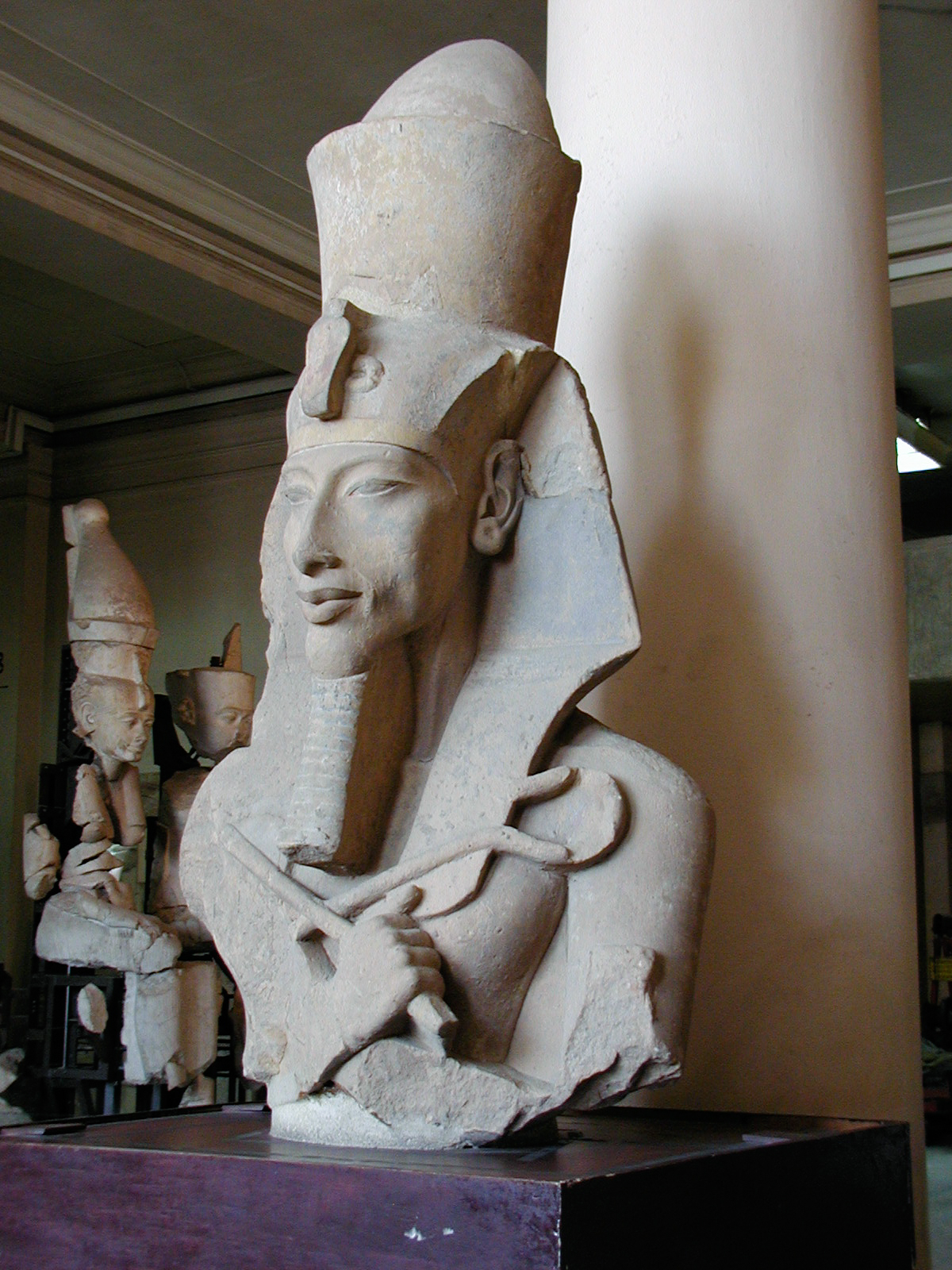
Эхнатон, урожденный Аменхотеп IV, был сыном царицы Тийе, и он отвернулся от доминирующего культа Амона, перенёс столицу и провозгласил Атона верховным божеством
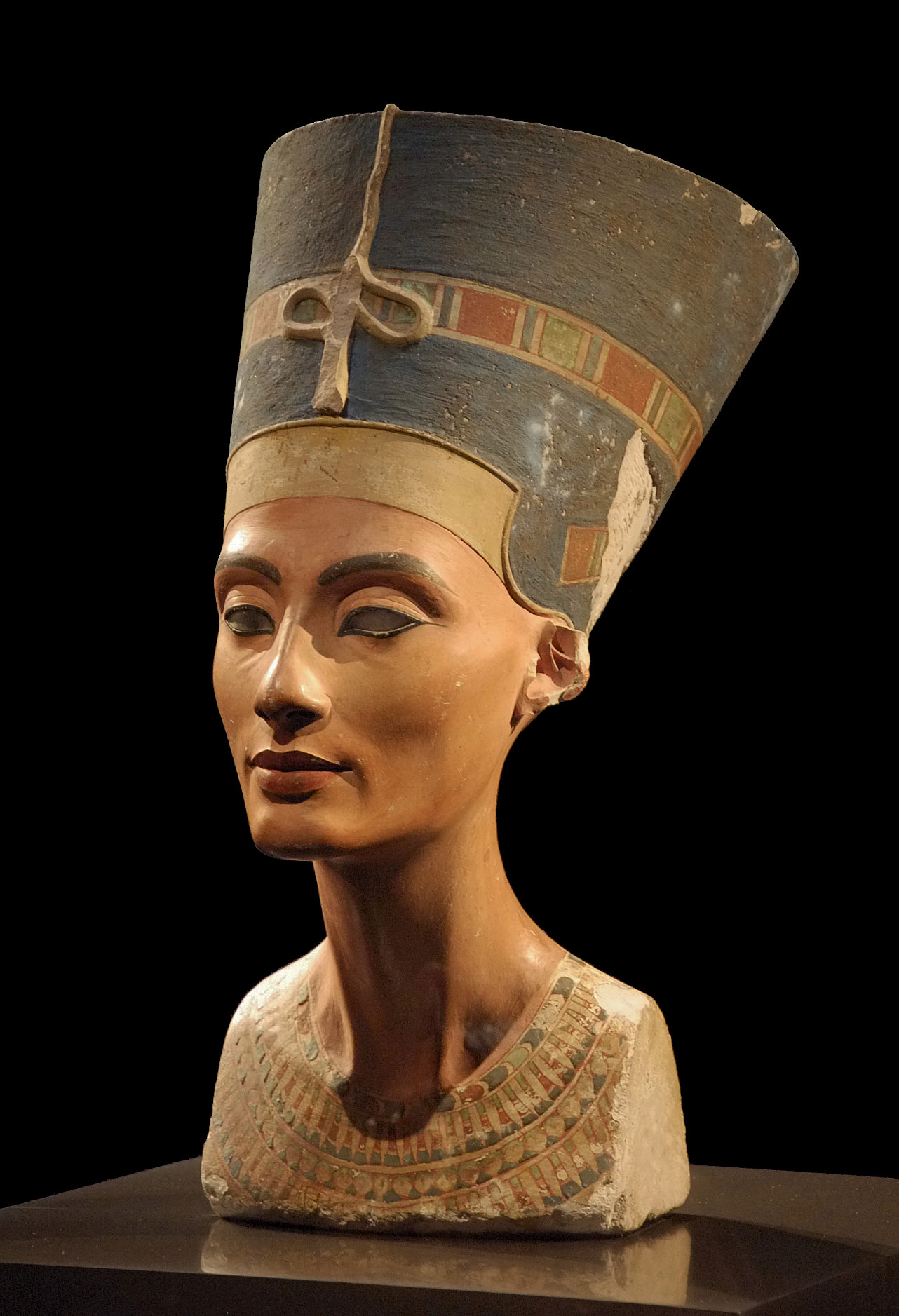
Нефертити — жена Эхнатона, она занимала должность соправителя Эхнатона и, возможно, позже правила самостоятельно как фараон (поскольку она является одним из немногих кандидатов на роль фараона Нефернеферуатон)
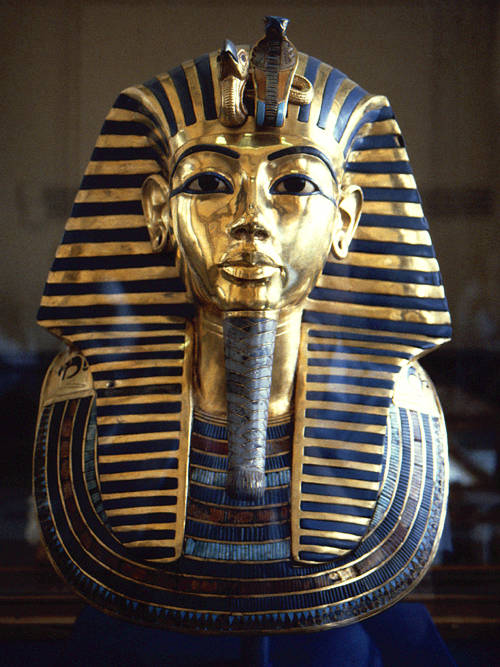
Маска Тутанхамона — Тутанхамон, сын Эхнатона, вернулся в бывшую столицу и восстановил былое влияние культа Амона; хотя он умер молодым и не считался значимым в своё время, открытие Говардом Картером в 1922 году его неповреждённой гробницы KV62 сделало его значимым символом древнего Египта для современного мира
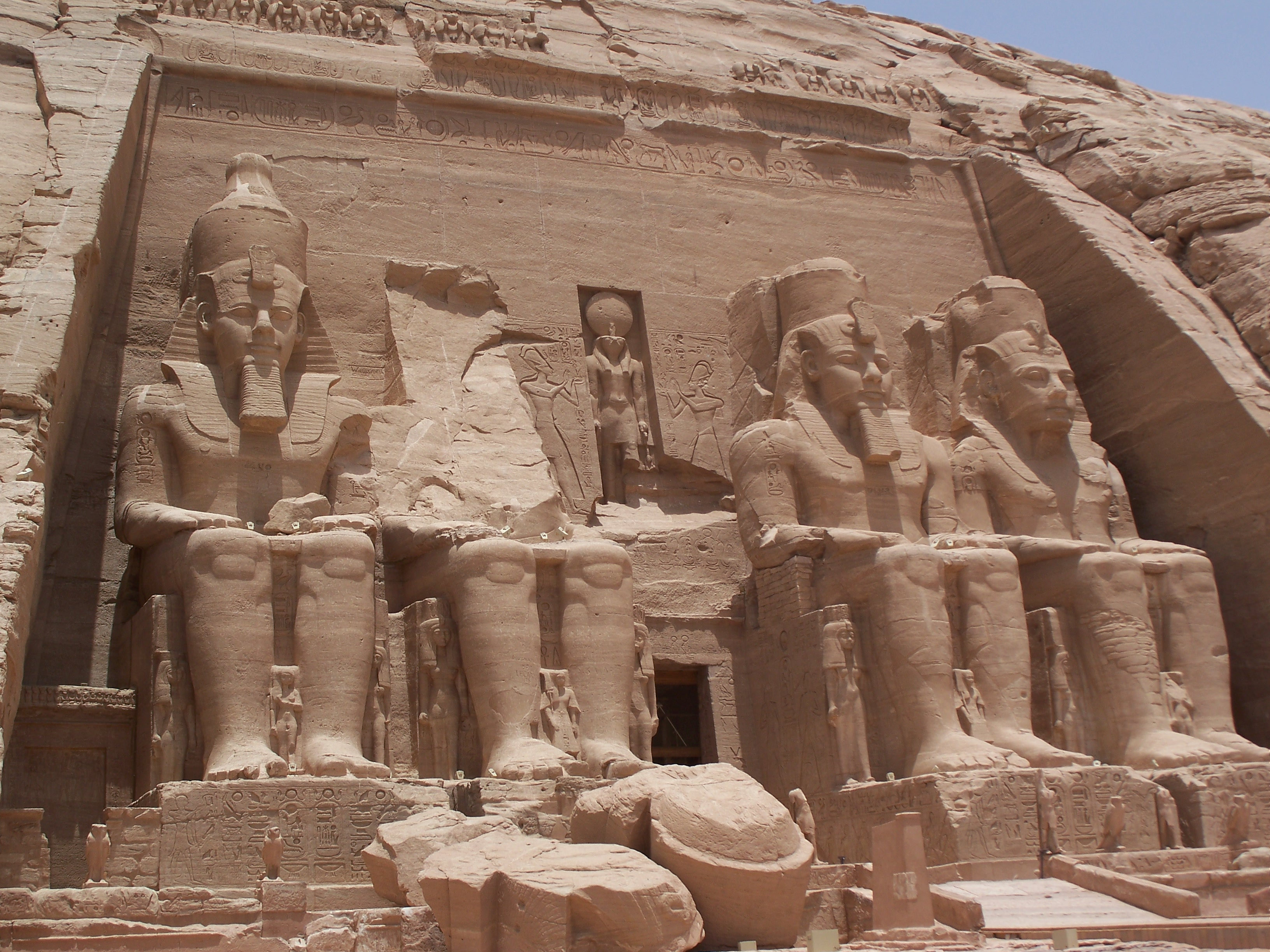
Храм Абу-Симбел из Рамсес II
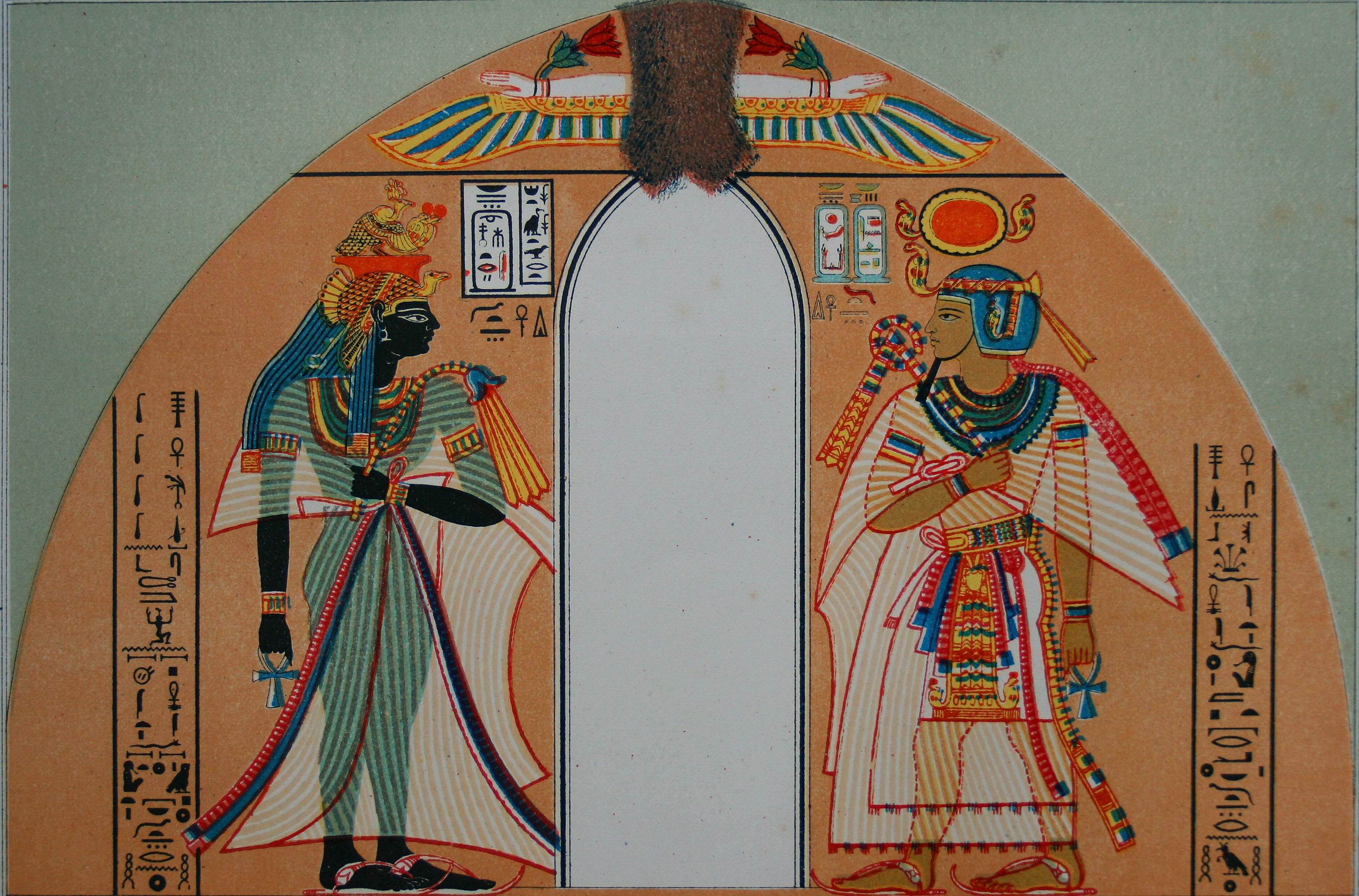
Царица Яхмос-Нефертари
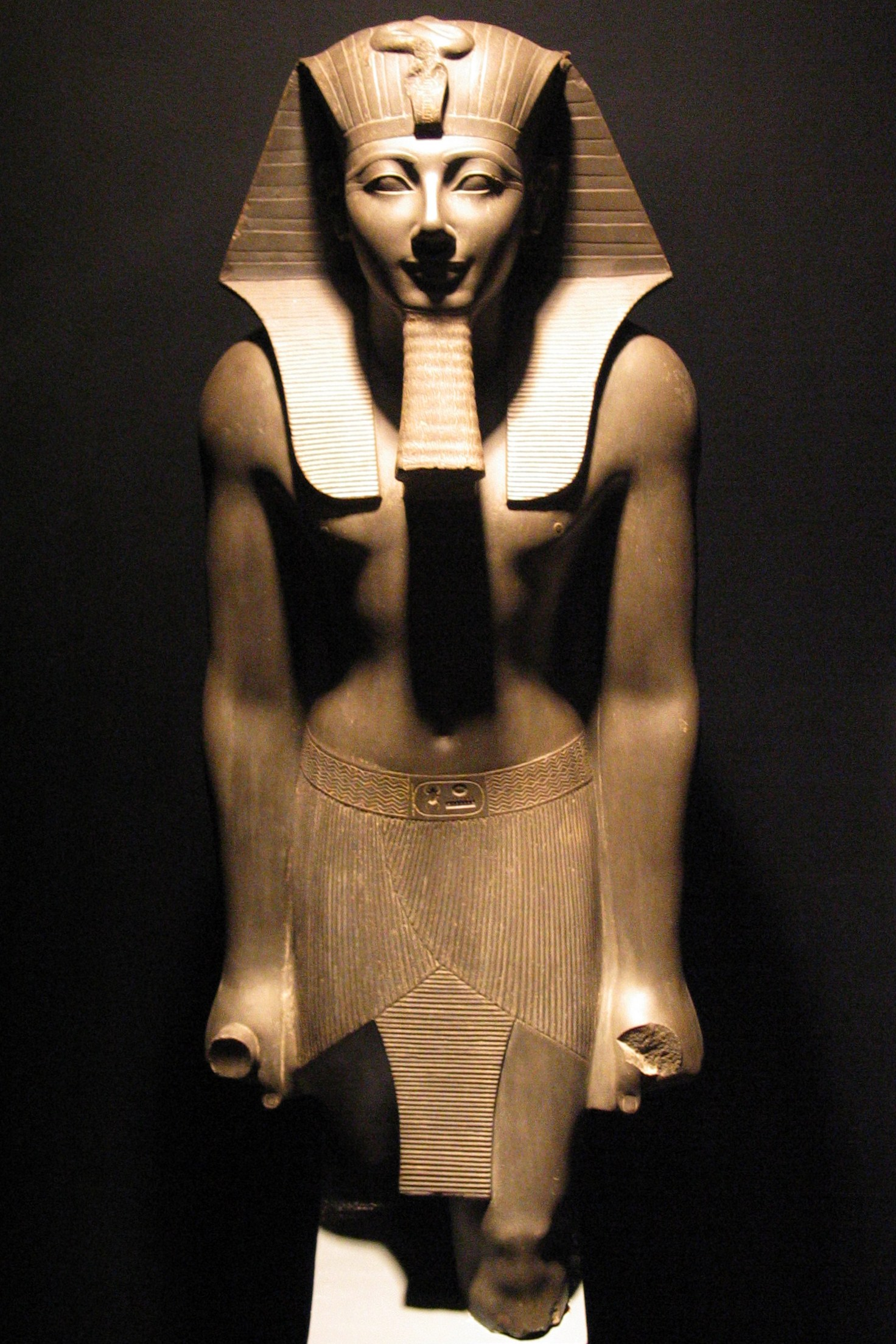
Египетский император Тутмос III в молодости